# Lacs Chain
Pour les articles homonymes, voir Chain.
Les lacs Chain (en anglais : Chain Lakes) sont des lacs américains dans le comté de Madera, en Californie. Ils sont situés à 2 772 mètres d'altitude au sein de la Yosemite Wilderness, dans le parc national de Yosemite.